# Krahule
Krahule, deutsch Blaufuss (ungarisch ab 1888: Kékellő), ist eine Gemeinde im mittleren Teil der Slowakei, nordöstlich der Stadt Kremnica.

## Geographie
Die Gemeinde liegt oberhalb von Kremnitz auf etwa 880 Metern Höhe, auf einer Plattform (Terrasse) in den Kremnitzer Bergen (Kremnické vrchy).

## Geschichte
Im Jahr 1331 wurde der Ort zum ersten Mal schriftlich als Blaufuss erwähnt und als Waldhufendorf von deutschen Bergleuten angelegt. Ab 1895 gab es im Ort eine staatliche Klöppelschule. Von 1980 bis 1992 war die Gemeinde ein Teil von Kremnica. Heute ist die Gemeinde ein Wintersport- und Wandergebiet.

## Bevölkerung
| Jahr                | 1994 | 2004    | 2014     | 2024     |
| ------------------- | ---- | ------- | -------- | -------- |
| Anzahl der Personen | 150  | 155     | 192      | 253      |
| Unterschied         |      | +3,33 % | +23,87 % | +31,77 % |

| Jahr                | 2023 | 2024    |
| ------------------- | ---- | ------- |
| Anzahl der Personen | 259  | 253     |
| Unterschied         |      | −2,31 % |

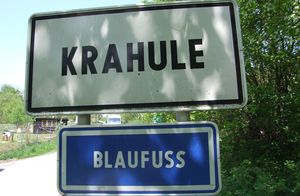
Ortsschild

Bei der Volkszählung im Jahr 2001 gaben 35 der 144 Einwohner an, Karpatendeutsche zu sein. Damit war Krahule die einzige Ortschaft in der Slowakei, in der der Anteil dieser deutschen Minderheit die 20-Prozent-Hürde überschritt. Somit gilt Krahule/Blaufuss als die einzige slowakisch-deutsche Ortschaft. 
Daher ist Deutsch in Krahule zweite Amtssprache neben Slowakisch.
Bei der Volkszählung im Jahr 2011 gaben 62 der 197 Einwohner an, Karpatendeutsche zu sein.

### Religion
Bei der letzten Erhebung gaben 89 Personen an, römisch-katholisch zu sein. Daneben gab es eine große evangelische Minderheit (32 Personen). Eine Person bezeichnete sich als hussitisch; 21 Einwohner gaben an, konfessionslos zu sein.

## Sehenswürdigkeiten
- Kirche des heiligen Johannes von Nepomuk
- Mitte Europas

## Verkehr
Der nächste Bahnhof ist Kremnické Bane an der Bahnstrecke von Vrutky nach Zvolen.